# Theo Lingen

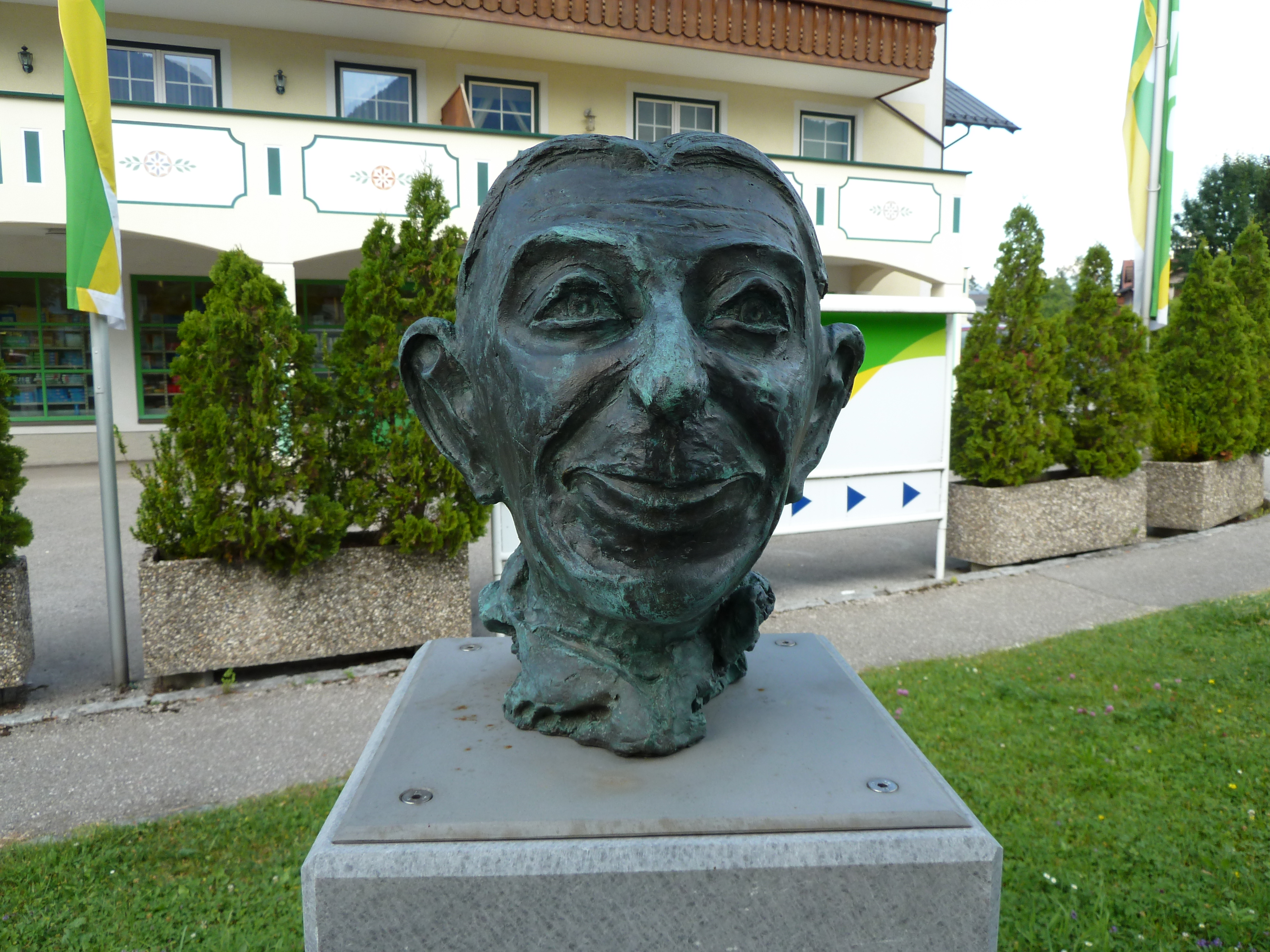
Byst av Theo Lingen i Strobl i Österrike.

Theo Lingen, eg. Franz Theodor Schmidtz, född 10 juni 1903 i Hannover, Kejsardömet Tyskland, död 10 november 1978 i Wien, Österrike, var en tysk skådespelare och regissör.
Han scendebuterade som artonåring i Hannover. 1923 spelade han vid Neues Theater i Frankfurt am Main, och 1929 kom han till Berlin där han medverkade i teater, revyer och kabaréer. Han filmdebuterade 1930, till att börja med i både dramatiska och komiska roller. Från 1933 och framåt blev rollerna i princip enbart i komedifilmer. I flera filmer bildade han radarpar med Hans Moser. En av Lingens specialiteter var att med sin nasala röst spela karaktärer som försökte hålla skenet uppe när allt gått åt skogen. Under 1950-talet närmade sig hans roller i film ren slapstick. På senare år blev Lingen också programledare i TV.
Lingen medverkade som skådespelare totalt i över 250 filmer och TV-produktioner. Han stod även för regin till 20-talet filmer.

## Filmografi (urval)
- 1930 - Dolly gör karriär
- 1931 - M
- 1931 - Kvinnan bakom allt
- 1931 - Äventyrerskan från Dover
- 1932 - Kärlek vid första ögonkastet
- 1932 - Damernas egen diplomat
- 1932 - Kärlekspensionatet
- 1932 - Pensionatets lockfågel
- 1932 - Två unga hjärtan
- 1933 - Dr. Mabuses testamente
- 1934 - Storhertigens finanser
- 1934 - Han gick kökstrappan
- 1934 - Mitt hjärta längtar
- 1935 - Skänk mig ditt hjärta
- 1935 - Värdshuset Vita hästen
- 1936 - Hemlig kärlek
- 1937 - Vad gör man ej för kärlek
- 1939 - Förbjudna fruar
- 1940 - Sköna juveler
- 1940 - Älskaren i skåpet
- 1940 - 7 års olycka
- 1941 - Fröken Casanova
- 1942 - Wienerblod
- 1943 - Johann
- 1952 - Heidi, schweizerflickan
- 1955 - Heidi och Peter
- 1956 - Operabalen
- 1957 - Med rytm i benen